# کبرا (فیلم ۱۹۶۷)
کبرا (ایتالیایی: Il cobra) یک فیلم جنایی ایتالیایی به کارگردانی ماریو سکویی است که در سال ۱۹۶۷ منتشر شد. از بازیگران آن می‌توان به دینا اندروز، آنیتا اکبرگ، جرج ایستمن، خسوس پوئنته، جووانی پتروچی و گوئیدو لولاوبریجیدا اشاره کرد.